# 50 (Rick Astley-album)
Az 50 című stúdióalbum Rick Astley 8. stúdióalbuma, mely 2016. június 10-én jelent meg a BMG kiadásában. Az album több mint 10 év után jelent meg a Portrait című 2005-ös stúdióalbum után. Az Egyesült Királyságban az 50 volt Rick Astley első listavezető albuma az 1987-es Whenever You Need Somebody című debütáló album óta. Az album összes dalát Astley írta, és rögzítette.

## Kislemezek
Az albumról három kislemez látott napvilágot. Elsőként 2016. április 6-án jelent meg a Keep Singing című dal, majd ezt követte az Angels on My Side másodikként 2016. május 13-án. Az utolsó Dance című dal a God Says című dalt is magába foglalta. Ez a dal 2016. július 19-én jelent meg.

## Eladási teljesítmények
Az albumból az első héten az Egyesült Királyságban 23 690 darabot értékesítettek. Ez az első ilyen példányszámban eladott albuma az 1987-es debütáló Whenever You Need Somebody óta. Németországban az album a 42. helyen debütált az albumlistán. Az 1991-es Free óta ezt nem sikerült teljesítenie. 2016. július 8-án az album ezüst státuszt kapott a BPI 60 000 eladott példányszáma alapján. 2017. június 30-án Astley bejelentette a Twitteren, hogy az album platina státuszt kapott a 300 000 eladott példányszám alapján, melyet az Egyesült Királyságban értékesítettek.
| Ország                   | Minősítés | Eladás  |
| ------------------------ | --------- | ------- |
| Egyesült Királyság (BPI) | Platina   | 300,000 |

## Megjelenések
LP  US BMG – 538218501
1. Keep Singing 3:58
2. Angels on My Side 3:35
3. Wish Away 3:27
4. This Old House 4:30
5. Pieces 3:58
6. God Says / Dance 3:15
7. I Like the Sun 3:40
8. Somebody Loves Me3:22
9. Let It Rain 3:52
10. Pray with Me 3:39
11. Coming Home Tonight 3:28
12. Let It Be Tonight 3:48

Digital Download Card Bonus Tracks
- A Letter
- Sailing

## Slágerlista

### Heti összesítések
| Slágerlista (2016)                         | Legjobb helyezés |
| ------------------------------------------ | ---------------- |
| Ausztria (Ö3 Austria Top 40)               | 41               |
| Belgium (Ultratop Flandria)                | 35               |
| Belgium (Ultratop Vallónia)                | 76               |
| Hollandia (Dutch Charts Album Top 100)     | 65               |
| Németország (Offizielle Top 100)           | 21               |
| Spanyolország (PROMUSICAE Top 100 Álbumes) | 70               |
| Svájc (Schweizer Hitparade Top 100 Albums) | 44               |
| Egyesült Királyság (UK Albums Chart)       | 1                |

### Év végi összesítések
| Slágerlista (2016) | Helyezés |
| ------------------ | -------- |
| UK Albums (OCC)    | 18       |